# Spacehab

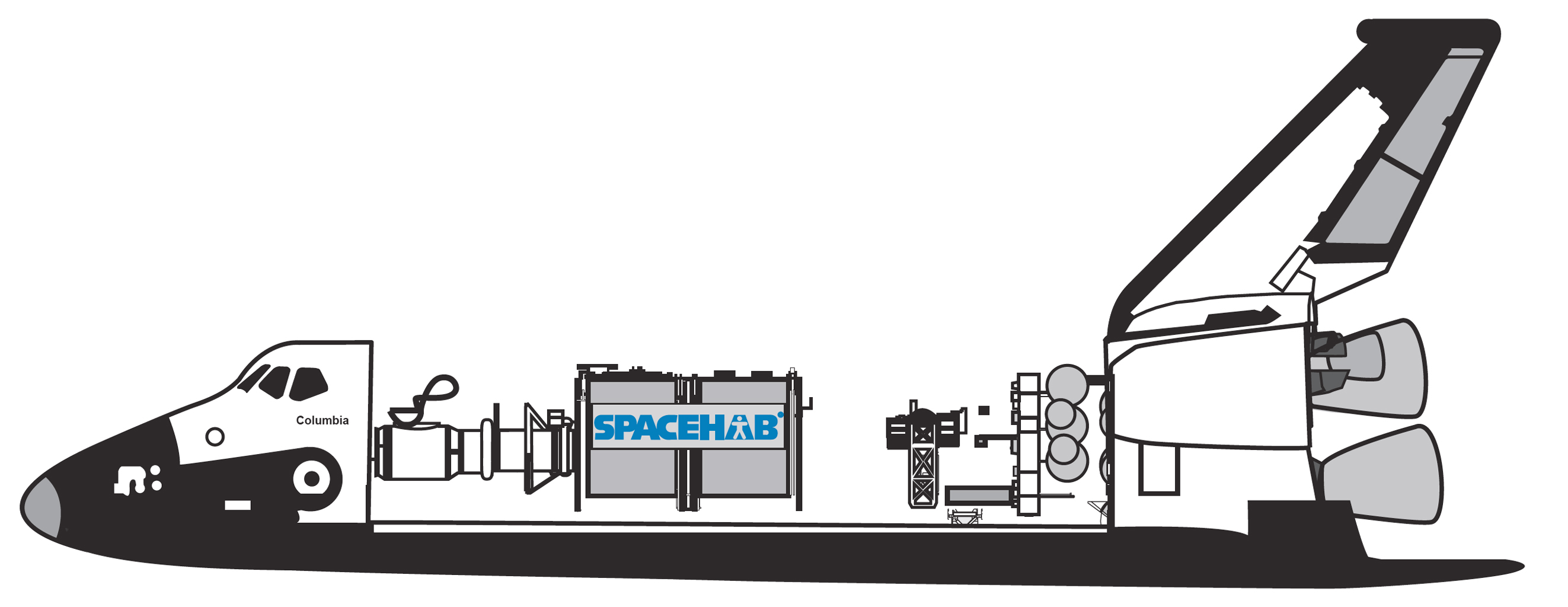
Umístění modulu Spacehab v nákladovém prostoru orbiteru

Spacehab (SPACEHAB, SpaceHab) je kosmická laboratoř, která může být umístěná v nákladovém prostoru raketoplánu. Vyrábí ho letecká a kosmická společnost Spacehab, Inc s hlavním sídlem v texaském městě Webster nedaleko Johnson Space Center. Společnost Spacehab poskytuje komerční produkty pro výzkum vesmíru a služby pro NASA, Ministerstvo obrany USA, mezinárodním vesmírným agenturám a světovým komerčním zákazníkům.

## Základ laboratoře
Základní provedení modulu Spacehab je válec s délkou 3 metry a průměrem 4,2 metru. Hmotnost prázdného modulu Spacehab je 4367 kg. Horní část válce je volná, proto je možné na ni umístit přístroje. Modul se do nákladového prostoru družicového stupně raketoplánu vkládá naležato, přičemž raketoplán laboratoři zajišťuje elektrickou energii, klimatizaci a komunikaci. Společnost Spacehab vyrobila celkově 4 exempláře. Oproti svému předchůdci, Spacelabu, je menší. Jeden modul zabírá asi 30% nákladového prostoru. Uvnitř Spacehabu mohou být nainstalované skříně s experimenty potřebnými pro určitý let. S obytnou palubou raketoplánu je spojen hermetizovaným tunelem.

## Varianty
Laboratoř Spacehab může mít několik variant:
- RMS (Research Single Module - jednotlivý výzkumný modul) - jeden modul sloužící vědeckým výzkumům
- RDM (Double Research Module - dvojitý výzkumný modul) - laboratoř, která vznikla spojením dvou modulů
- LSM (Logistic Single Module - logistický jednoduchý modul) - nákladní verze Spacehabu určená pro dopravu nákladu na kosmickou stanici Mir nebo ISS.
- LDM (Logistic Double Module - logistický dvojitý modul) - nákladní verze Spacehabu složená ze dvou modulů.

## Mise Spacehabu
Spacehab v různých variantách absolvoval celkově 22 letů do vesmíru. V případě mise STS-107 došlo při návratu na Zem ke zničení jednoho Spacehabu spolu s celým raketoplánem.
| Mise    | Raketoplán | Datum (od-do)                         | Počet členů posádky | Označení modulu                         |
| ------- | ---------- | ------------------------------------- | ------------------- | --------------------------------------- |
| STS-57  | Endeavour  | 21. června 1993 – 1. července 1993    | 6                   | SPACEHAB-SM (Spacehab-01)               |
| STS-60  | Discovery  | 3. února 1994 – 11. února 1994        | 6                   | SPACEHAB-SM (Spacehab 2)                |
| STS-63  | Discovery  | 3. února 1995 – 11. února 1995        | 6                   | SPACEHAB-SM (Spacehab 3)                |
| STS-76  | Atlantis   | 22. března 1996 – 31. března 1996     | 6 start, 5 návrat   | SPACEHAB-SM (Spacehab-4)                |
| STS-77  | Endeavour  | 19. května 1996 – 29. května 1996     | 6                   | SPACEHAB-SM                             |
| STS-79  | Atlantis   | 16. září 1996 – 26. září 1996         | 6                   | SPACEHAB-LDM                            |
| STS-81  | Atlantis   | 12. ledna 1997 – 22. ledna 1997       | 6                   | SPACEHAB-LDM                            |
| STS-84  | Atlantis   | 15. května 1997 – 24. května 1997     | 7                   | SPACEHAB-LDM (Spacehab 7)               |
| STS-86  | Atlantis   | 26. září 1997 – 16. října 1997        | 7                   | SPACEHAB-LDM                            |
| STS-89  | Endeavour  | 23. ledna 1998 – 31. ledna 1998       | 7                   | SPACEHAB-LDM                            |
| STS-91  | Discovery  | 2. června 1998 – 12. června 1998      | 6 start, 7 návrat   | SPACEHAB-SM                             |
| STS-95  | Discovery  | 29. října 1998 – 7. listopadu 1998    | 7                   | SPACEHAB-SM                             |
| STS-96  | Discovery  | 27. května 1999 – 6. června 1999      | 7                   | SPACEHAB-LDM                            |
| STS-101 | Atlantis   | 19. května 2000 – 29. května 2000     | 7                   | Spacehab DM                             |
| STS-106 | Atlantis   | 8. září 2000 – 20. září 2000          | 7                   | Spacehab DM                             |
| STS-102 | Discovery  | 8. března 2001 – 21. března 2001      | 7                   | SPACEHAB-ICC (Integrated Cargo Carrier) |
| STS-105 | Discovery  | 10. srpna 2001 – 22. srpna 2001       | 7                   | SPACEHAB-ICC (Integrated Cargo Carrier) |
| STS-107 | Columbia   | 16. ledna 2003 – 1. února 2003        | 7                   | SPACEHAB-RDM                            |
| STS-114 | Discovery  | 26. července 2005 – 9. srpna 2005     | 7                   | SPACEHAB ESP-2                          |
| STS-121 | Discovery  | 4. července 2006 – 17. července 2006  | 7 start, 6 návrat   | SPACEHAB-ICC (Integrated Cargo Carrier) |
| STS-116 | Discovery  | 10. prosince 2006 – 22. prosince 2006 | 7 start, 6 návrat   | SPACEHAB-LSM                            |
| STS-118 | Endeavour  | 8. srpna 2007 – 21. srpna 2007        | 7                   | SPACEHAB-LSM                            |

Odlišný počet startujících a vracejících se osob znamená, že jeden člověk zůstal na orbitě jako člen posádky vesmírné stanice Mir nebo ISS.